# Erdőtelek
Erdőtelek là một thị trấn thuộc hạt Heves, Hungary. Thị trấn này có diện tích 44,9 km², dân số năm 2010 là 3242 người, mật độ 72 người/km².